# Yodo
De Yodo (Japans: 淀川, Yodogawa) is een rivier van 75 km lang in Japan die stroomt door de prefecturen Shiga, Kyioto en Osaka. De rivier wordt door de Japanse wet geclassificeerd als een rivier van eerste klasse. De rivier stroomt vanuit het Biwameer (琵琶湖) in de prefectuur Shiga en mondt uit in de baai van Osaka. In de prefectuur Kioto heet de rivier Uji (宇治川). Hier komen de rivieren Yodo, Katsura en Kizu samen om als de Yodo verder te gaan. In Osaka is de rivier deels verlegd, en de oude rivier wordt Kyu-Yodo (旧淀川）Kyū-yodogawa) genoemd.